# Mangora acaponeta
Mangora acaponeta är en spindelart som beskrevs av Levi 2005. Mangora acaponeta ingår i släktet Mangora och familjen hjulspindlar. Inga underarter finns listade i Catalogue of Life.